# Provincia de San Antonio
La Provincia de San Antonio se ubica en el extremo suroeste de la Región de Valparaíso, Chile. Tiene una superficie de 1511,6 km² y posee una población de 168 046 habitantes. Su capital provincial es el puerto de San Antonio.

## Economía
En 2018, la cantidad de empresas registradas en la provincia de San Antonio fue de 6.468. El Índice de Complejidad Económica (ECI) en el mismo año fue de -0,90, mientras que las actividades económicas con menor índice de Ventaja Comparativa Revelada (RCA) fueron Cultivo de Cebada (224,82), Fabricación de Tanques, Depósitos y Recipientes de Metal (40,90) y Ranicultura, Helicicultura y actividades con Animales Menores o Insectos (64,13).

## Comunas
La provincia está constituida por 6 comunas:
- San Antonio.
- Cartagena.
- El Tabo.
- El Quisco.
- Algarrobo.
- Santo Domingo.

## Límites
La provincia de San Antonio limita:
- Al norte con: Casablanca (Provincia de Valparaíso)
- Al este con: Melipilla (Región Metropolitana)
- Al sur con: Navidad (Provincia Cardenal Caro, Región de O'Higgins)
- Al oeste con: Océano Pacífico

## Autoridades
Las autoridades son nombradas directamente por el Presidente de la República y se mantienen en su cargo mientras cuenten con su confianza.

### Gobernador Provincial (1990-2021)

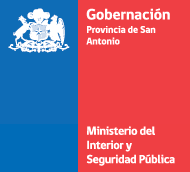
Logotipo de la Gobernación de la Provincia de San Antonio hasta 2021.

Los siguientes fueron los gobernadores provinciales de San Antonio.
| Gobernador(a)                    | Partido | Partido | Inicio                  | Final                   | Presidente(a) | Presidente(a)           |
| -------------------------------- | ------- | ------- | ----------------------- | ----------------------- | ------------- | ----------------------- |
| Milan V. Ceric Águila            |         | PRSD    | 11 de marzo de 1990     | 11 de marzo de 1994     |               | Patricio Aylwin         |
| Fernando Barahona Pino           |         | PRSD    | 11 de marzo de 1994     | 11 de marzo de 2000     |               | Eduardo Frei Ruíz-Tagle |
| Gastón Pereira Massei            |         | PRSD    | 11 de marzo de 2000     | 2002                    |               | Ricardo Lagos           |
| Osvaldo Badenier Martínez        |         | PDC     | 2002                    | 2004                    |               | Ricardo Lagos           |
| Omar Morales Márquez             |         | PRSD    | Diciembre de 2004       | 11 de marzo de 2006     |               | Ricardo Lagos           |
| Humberto Burotto Guevara         |         | PDC     | 11 de marzo de 2006     | 22 de enero de 2007     |               | Michelle Bachelet       |
| Víctor Torres Jeldes             |         | PDC     | 22 de enero de 2007     | 9 de diciembre de 2008  |               | Michelle Bachelet       |
| Alfredo Javier Nebreda Le Roy    |         | PDC     | 10 de diciembre de 2008 | 11 de marzo de 2010     |               | Michelle Bachelet       |
| Mauricio Araneda Atenas          |         | UDI     | 17 de marzo de 2010     | 17 de agosto de 2013    |               | Sebastián Piñera        |
| Karen Pichuante Canseco          |         | Ind.    | 27 de agosto de 2013    | 11 de marzo de 2014     |               | Sebastián Piñera        |
| Graciela Lilian Salazar Espinoza |         | PPD     | 11 de marzo de 2014     | 8 de septiembre de 2015 |               | Michelle Bachelet       |
| Manuel Alejandro Villatoro Jerez |         | Ind.    | 9 de septiembre de 2015 | 11 de marzo de 2018     |               | Michelle Bachelet       |
| Gabriela Alcalde Cavada          |         | UDI     | 11 de marzo de 2018     | 14 de julio de 2021     |               | Sebastián Piñera        |

### Delegado Presidencial Provincial (Desde 2021)

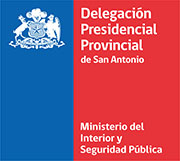
Logotipo de la Delegación Presidencial Provincial de San Antonio desde 2021.

Nuevo cargo que reemplaza la figura de Gobernador provincial.
| Delegado(a)                 | Partido | Partido | Inicio              | Final               | Presidente(a) | Presidente(a)    |
| --------------------------- | ------- | ------- | ------------------- | ------------------- | ------------- | ---------------- |
| Gabriela Alcalde Cavada     |         | UDI     | 14 de julio de 2021 | 11 de marzo de 2022 |               | Sebastián Piñera |
| Caroline Sireau Guajardo    |         | COM     | 11 de marzo de 2022 | 14 de enero de 2025 |               | Gabriel Boric    |
| Caroline Sireau Guajardo    | FA      |         | 11 de marzo de 2022 | 14 de enero de 2025 |               | Gabriel Boric    |
| Carolina Quinteros Urquieta |         | PL      | 15 de enero de 2025 | En el cargo         |               | Gabriel Boric    |